# 桃園駅 (深圳市)
桃園駅（とうえん-えき）は、中華人民共和国深圳市南山区に位置する深圳地下鉄1号線の駅。

## 駅構造
島式ホーム1面2線を有する地下駅。ホームドアを設置。
| 1号線ホーム (B2F) | ←■1号線 機場東方面 |
| 1号線ホーム (B2F) | 島式ホーム         |
| 1号線ホーム (B2F) | ■1号線 羅湖方面→   |

## 駅周辺
- 南山医院
- 南山婦幼保健院

## 歴史
- 2011年6月15日 - 開業。

## 隣の駅
深圳地下鉄
■1号線
大新駅 - 桃園駅 - 深大駅